# Jozef Masurebrug
De Jozef Masurebrug is een liggerbrug in het Antwerpse district Merksem over de R1 Ring van Antwerpen, de HSL 4 en de spoorlijnen 27A en 25. De brug verbindt het noordoosten van Merksem met de wijk Luchtbal van het district Antwerpen.
De brug is genoemd naar Jozef Masure, de burgemeester van Merksem tussen 1977 en 1982.